# Конча, Хайро
Хайро Заир Конча Гонсалес (исп. Jairo Jair Concha Gonzáles; род. 27 мая 1999, Чоррильос, Лима) — перуанский футболист, нападающий клуба «Университарио» и сборной Перу.

## Клубная карьера
Конча — воспитанник клубов «Академия Хулиньо» и «Универсидад Сан-Мартин». 23 февраля 2017 года в матче против «Спорт Росарио» он дебютировал в перуанской Примере в составе последних. 25 августа 2018 года в поединке против «Мельгара» Хайро забил свой первый гол за «Универсидад Сан-Мартин». В 2020 году игрок подписал контракт с «Альянса Лима», но ещё года на правах аренды провёл в составе родного клуба. В 2021 году Конча вернулся в столичную команду. 30 марта в матче против «Куско» он дебютировал за основной состав. 7 мая в поединке против «Депортиво Бинасьональ» Хайро забил свой первый гол за «Альянса Лима». В составе клуба игрок дважды стал чемпионом Перу.
В начале 2024 года Конча перешёл в «Университарио». 28 января в матче против «Карлос Маннуччи» он дебютировал за новую команду.  

## Международная карьера
В 2019 году в составе молодёжной сборной Перу Конча принял участие в молодёжном чемпионате Южной Америки в Чили. На турнире но сыграл в матчах против команд Уругвая, Парагвая, Эквадора и Аргентины.
16 января 2022 года в товарищеском матче против сборной Панамы Конча дебютировал за сборную Перу.

## Достижения
Клубные
 «Альянса Лима»
- Победитель перуанской Примеры (2) — 2021, 2022